# Data Gaseu
Data Gaseu is een bestuurslaag in het regentschap Aceh Besar van de provincie Atjeh, Indonesië. Data Gaseu telt 421 inwoners (volkstelling 2010).